# Washington Terrace
Washington Terrace est une municipalité américaine située dans le comté de Weber en Utah. Lors du recensement de 2010, sa population est de 9 067 habitants.

## Géographie
La municipalité s'étend sur 1,97 milles carrés (5,1 km2).

## Histoire
La localité est fondée dans les années 1940 pour accueillir les familles des militaires de la Hill Air Force Base. La construction de la ville débute en 1942. Après la Seconde Guerre mondiale, le gouvernement souhaite vendre les terrains. Ses habitants s'organisent alors et créent la Washington Terrace Non-Profit Housing Corporation en 1947. Trois ans plus tard, un accord est conclu entre l'association et le gouvernement fédéral pour l'acquisition de la ville.

## Démographie
La population de Washington Terrace est estimée à 9 198 habitants au 1er juillet 2016.
| Groupe                           | Washington Terrace | Utah | États-Unis |
| -------------------------------- | ------------------ | ---- | ---------- |
| Blancs                           | 90,4               | 91,1 | 76,9       |
| Métis                            | 3,9                | 2,5  | 2,6        |
| Asiatiques                       | 0,7                | 2,5  | 5,7        |
| Afro-Américains                  | 0,3                | 1,4  | 13,3       |
|                                  |                    |      |            |
| Hispaniques et Latino-Américains | 11,2               | 13,8 | 17,8       |

Le revenu par habitant était en moyenne de 21 184 dollars par an entre 2012 et 2016, en-dessous de la moyenne de l'Utah (25 600 dollars) et de la moyenne nationale (29 829 dollars). Sur cette même période, 15,5 % des habitants de Washington Terrace vivaient sous le seuil de pauvreté (contre 10,2 % dans l'État et 12,7 % à l'échelle des États-Unis).